# Siapiccia
Siapiccia (sardinski: Siapicìa, Siipicìa) je grad i općina (comune) u pokrajini Oristanu u regiji Sardiniji, Italija. Nalazi se na nadmorskoj visini od 64 metra i ima 359 stanovnika.
 Prostire se na 17,93 km². Gustoća naseljenosti je 20 st/km².
Susjedne općine su: Allai, Fordongianus, Ollastra, Siamanna i Simaxis.